# Соотношение карты и территории
Соотношение карты и территории — вопрос о соотношении между символом и объектом. Известное выражение Альфреда Коржибски — «Карта не есть территория» — означает, что абстракция, выведенная из чего-нибудь, или реакция на неё не являются самой вещью; иными словами, перст, указующий на предмет, не есть сам предмет; метафорическая репрезентация какого-то концепта не является самим концептом; научная теория, описывающая «объективную реальность», не является самой «объективной реальностью» и т. д. То, что карта не территория, значит, что описание реальности не является самой реальностью.

## Соотношение карты и территории
Грегори Бейтсон в эссе «Форма, вещество и различие» (1970), опубликованном в сборнике «Шаги в направлении экологии разума», отмечает, что принципиально невозможно знать, что такое территория, поскольку всякое понимание основано на некотором представлении:

Мы говорим, что карта отлична от территории. Но что такое территория? Определяя операционально, некто пошёл с ретиной и измерительной палочкой и сформулировал репрезентации, которые затем поместил на бумагу. То, что на бумажной карте, это репрезентация того, что было в ретинальной репрезентации человека, создавшего карту. И если продвинуться дальше, всё, что обнаружишь, так это бесконечный регресс, бесконечная серия карт. До территории никогда не доходит. <…> Процесс репрезентации всегда отфильтровывает её, так что ментальный мир есть лишь карта карт без конца.

Нил Гейман в одном из эпизодов романа «Американские боги» в художественной форме затрагивает вопрос соотношения карты и территории:

Как описать историю? Лучше всего просто изложить происшедшее. Понимаете? Описать, объяснить событие себе или миру можно, лишь рассказав о нём. Это — акт восстановления равновесия, это — сон. Чем точнее карта, тем больше она соответствует территории. Наиточнейшая изо всех сущих карт и есть сама территория, она абсолютно точна и абсолютно бесполезна. История есть карта, которая есть территория. Об этом следует помнить.

Бейтсон указывал, что полезность карты (репрезентации реальности) не обязательно определяется её буквальной истинностью, но (с учётом назначения карты) структурой, аналогичной территории. Бейтсон обсуждает этот вопрос в сочинении «Теология анонимных алкоголиков». Перефразируя идею Бейтсона, культура, убеждённая в том, что обычная простуда передаётся злыми духами, что эти духи вылетают из человека, когда он чихает, могут передаваться от одного человека к другому путём вдыхания или физического контакта и т. п., могла бы иметь одинаковую по эффективности «карту» для здравоохранения, как и та, в которой духи заменены микробами.

## Карта не есть территория

«Вероломство образов» (Рене Магритт, 1928—1929). Надпись на французском языке: «Это не трубка».

Выражение «карта не есть территория» впервые было опубликовано в докладе Альфреда Коржибски, прочитанном им на встрече Американского математического общества (American Mathematical Society) в Новом Орлеане, Луизиана, в 1931 году:
- Карта может обладать структурой, схожей или несхожей со структурой территории.
- Карта не есть территория.

Бельгийский сюрреалист Рене Магритт проиллюстрировал концепцию «восприятие всегда стоит между реальностью и нами» в серии картин, включая известную работу под названием «Вероломство образов», на которой нарисована курительная трубка и надпись «Ceci n'est pas une pipe» («Это не трубка»).
Льюис Кэрролл в «Сильви и Бруно» (1889) даёт юмористическое описание вымышленной карты, у которой «масштаб миля к миле». Персонаж в произведении описывает некоторые практические сложности при использовании подобной карты и заключает, что «теперь мы используем саму страну в качестве её собственной карты, и я уверяю вас, она столь же хороша».